# Cabrera (ort i Colombia, Cundinamarca, lat 3,99, long -74,48)
Cabrera är en ort i Colombia.   Den ligger i departementet Cundinamarca, i den centrala delen av landet, 80 km sydväst om huvudstaden Bogotá. Cabrera ligger 1 879 meter över havet och antalet invånare är 1 397.
Terrängen runt Cabrera är kuperad norrut, men söderut är den bergig. Cabrera ligger nere i en dal. Runt Cabrera är det glesbefolkat, med 13 invånare per kvadratkilometer. Närmaste större samhälle är Villarrica, 14,2 km väster om Cabrera. Trakten runt Cabrera består i huvudsak av gräsmarker.